# Hautecourt-Romanèche
Pour les articles homonymes, voir Hautecourt-lès-Broville et Romanèche (homonymie).
Hautecourt-Romanèche est une commune française, située dans le département de l'Ain en région Auvergne-Rhône-Alpes. La commune est née à la suite de la fusion d'Hautecourt et de Romanèche le 1er janvier 1973.
Les habitants d'Hautecourt-Romanèche s'appellent les Altacurciens.

## Géographie

Territoire communal.

Hautecourt-Romanèche se situe dans le Revermont.

### Climat
Pour des articles plus généraux, voir Climat d'Auvergne-Rhône-Alpes et Climat de l'Ain.
En 2010, le climat de la commune est de type climat des marges montargnardes, selon une étude du CNRS s'appuyant sur une série de données couvrant la période 1971-2000. En 2020, Météo-France publie une typologie des climats de la France métropolitaine dans laquelle la commune est dans une zone de transition entre le climat semi-continental et le climat de montagne et est dans une zone de transition entre les régions climatiques « Bourgogne, vallée de la Saône » et « Jura ».
Pour la période 1971-2000, la température annuelle moyenne est de 11 °C, avec une amplitude thermique annuelle de 17,6 °C. Le cumul annuel moyen de précipitations est de 1 322 mm, avec 10,6 jours de précipitations en janvier et 8,3 jours en juillet. Pour la période 1991-2020, la température moyenne annuelle observée sur la station météorologique de Météo-France la plus proche, « Ceyzériat_sapc », sur la commune de Ceyzériat à 8 km à vol d'oiseau, est de 11,7 °C et le cumul annuel moyen de précipitations est de 1 032,6 mm,. Pour l'avenir, les paramètres climatiques de la commune estimés pour 2050 selon différents scénarios d'émission de gaz à effet de serre sont consultables sur un site dédié publié par Météo-France en novembre 2022.

## Urbanisme

### Typologie
Au 1er janvier 2024, Hautecourt-Romanèche est catégorisée commune rurale à habitat dispersé, selon la nouvelle grille communale de densité à 7 niveaux définie par l'Insee en 2022.
Elle est située hors unité urbaine. Par ailleurs la commune fait partie de l'aire d'attraction de Bourg-en-Bresse, dont elle est une commune de la couronne,. Cette aire, qui regroupe 80 communes, est catégorisée dans les aires de 50 000 à moins de 200 000 habitants,.

### Occupation des sols
L'occupation des sols de la commune, telle qu'elle ressort de la base de données européenne d’occupation biophysique des sols Corine Land Cover (CLC), est marquée par l'importance des forêts et milieux semi-naturels (58,5 % en 2018), une proportion sensiblement équivalente à celle de 1990 (58,6 %). La répartition détaillée en 2018 est la suivante : 
forêts (32 %), milieux à végétation arbustive et/ou herbacée (26,5 %), prairies (18 %), terres arables (9,1 %), zones agricoles hétérogènes (5,8 %), eaux continentales (3,4 %), zones urbanisées (2,7 %), espaces verts artificialisés, non agricoles (2,5 %).
L'évolution de l’occupation des sols de la commune et de ses infrastructures peut être observée sur les différentes représentations cartographiques du territoire : la carte de Cassini (XVIIIe siècle), la carte d'état-major (1820-1866) et les cartes ou photos aériennes de l'IGN pour la période actuelle (1950 à aujourd'hui).

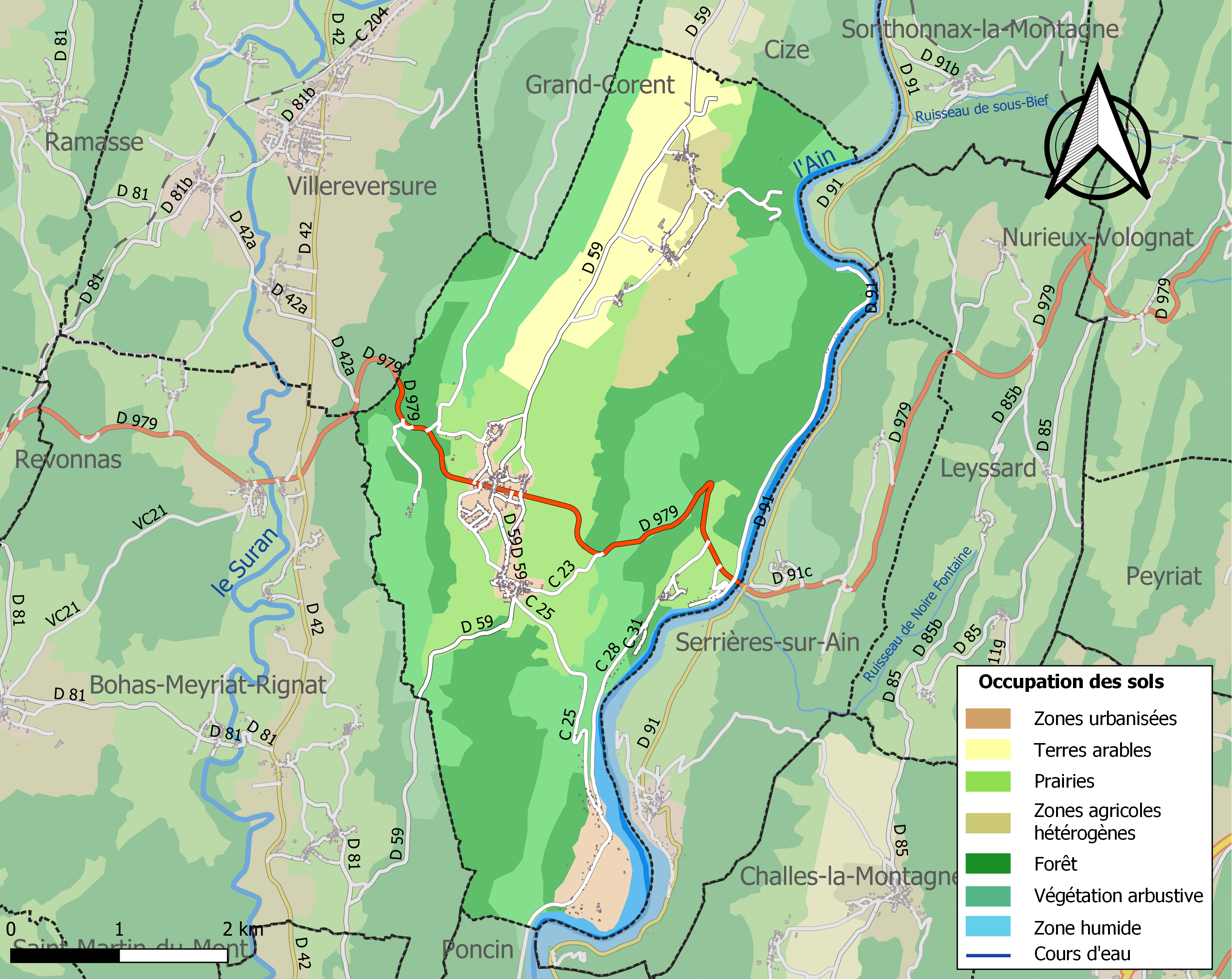
Carte des infrastructures et de l'occupation des sols de la commune en 2018 (CLC).

## Histoire
Le site de la commune a révélé des traces d'occupation préhistorique.
Le prieuré du Buenc est mentionné dès le XIIe siècle.
En 1285, lors de la guerre delphino-savoyarde, Humbert Ier de Viennois abandonne au comte de Savoie, Buenc ainsi que des terres situées dans le Grésivaudan et dans le Viennois.
La fusion des communes d'Hautecourt et de Romanèche est devenue effective le 1er janvier 1973. Romanèche devient alors une commune associée et le demeure jusqu'au 1er août 1997, où la fusion-association est transformée en fusion simple.

### Hameaux

#### Bohan
Ancienne paroisse (Ecclesia de Buenco, de Boent, Buhens, Buent, Buenc) et prieuré de Bénédictins dépendant du monastère de Nantua, qui en reçut confirmation en 1145, du pape Eugène III.
Vers la fin du XIIIe siècle, l'église paroissiale fut transférée à Hautecourt, qui jusque là n'avait été qu'un simple hameau.
Seigneurie avec château fort possédée, dès le XIIIe siècle, par des gentilshommes du nom et armes de Bohan. Le 1er août 1294, Jean de Bohan, chevalier, reçut du comte Amédée IV de Savoie inféodation de la justice haute, moyenne et basse.
Hugonin de Bohan la vendit au comte de Savoie en 1300. Aymon de Savoie la céda, le 5 juillet 1337, à Édouard Ier, sire de Beaujeu, dont le fils, Antoine de Beaujeu, l'aliéna, en 1371, à Humbert de la Baume, seigneur de Fromentes. Bon de la Baume, fils d'Humbert de la Baume, mourut sans enfant. Huguette de la Baume, sa sœur, recueillit sa succession et porta la terre de Bohan en dot à Jacquemard de Coligny, seigneur de Coligny. Elle resta dans la famille de Coligny en titre de baronnie jusqu'en 1494, qu'elle fut vendue, à grâce de réméré, puis retirée en 1497. Elle n'en sortit définitivement qu'en 1656, par vente consentie à Madeleine de Berny, veuve de François Hérard, bourgeois de Lyon, laquelle la légua, en 1660, à François Loubat, écuyer, son petit-fils, dont la postérité en jouissait encore en 1789.

## Politique et administration

### Découpage territorial
La commune d'Hautecourt-Romanèche est membre de la communauté d'agglomération du Bassin de Bourg-en-Bresse, un établissement public de coopération intercommunale (EPCI) à fiscalité propre créé le 1er janvier 2017 dont le siège est à Bourg-en-Bresse. Ce dernier est par ailleurs membre d'autres groupements intercommunaux.
Sur le plan administratif, elle est rattachée à l'arrondissement de Bourg-en-Bresse, au département de l'Ain et à la région Auvergne-Rhône-Alpes. Sur le plan électoral, elle dépend du  canton de Saint-Étienne-du-Bois pour l'élection des conseillers départementaux, depuis le redécoupage cantonal de 2014 entré en vigueur en 2015, et de la première circonscription de l'Ain  pour les élections législatives, depuis le dernier découpage électoral de 2010.

### Administration municipale

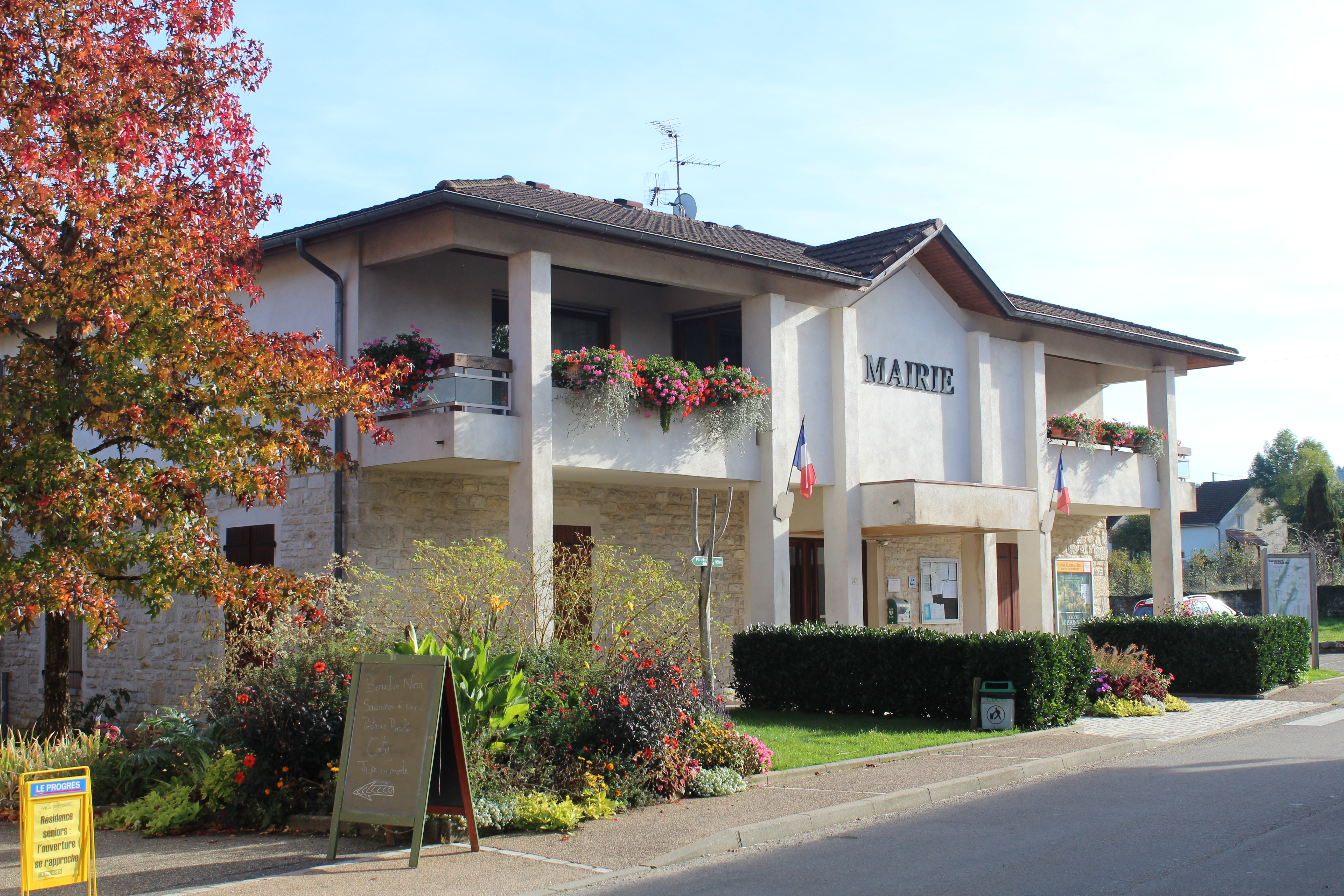
Mairie.

| Période      | Période  | Identité        | Étiquette | Qualité                    |
| ------------ | -------- | --------------- | --------- | -------------------------- |
| av.1895      | ?        | Jules Bernard   |           | Cultivateur                |
|              |          |                 |           |                            |
| 1973         | 1995     | Jean Rappy      | RPR       | conseiller général         |
| 1995         | 1999     | Joël Treillon   | DVG       | fonctionnaire des impôts   |
| 1999         | 2008     | Christian Fèvre |           |                            |
| 2008         | 2014     | Gérard Brevet   |           |                            |
| 2014         | 2020     | Vincent Aznar   | SE        | Fonctionnaire              |
| juillet 2020 | En cours | Marc Rochet     |           | Retraité de l'enseignement |

## Population et société

### Démographie
L'évolution du nombre d'habitants est connue à travers les recensements de la population effectués dans la commune depuis 1793. Pour les communes de moins de 10 000 habitants, une enquête de recensement portant sur toute la population est réalisée tous les cinq ans, les populations de référence des années intermédiaires étant quant à elles estimées par interpolation ou extrapolation. Pour la commune, le premier recensement exhaustif entrant dans le cadre du nouveau dispositif a été réalisé en 2005.
En 2022, la commune comptait 754 habitants, en évolution de −3,83 % par rapport à 2016 (Ain : +5,15 %, France hors Mayotte : +2,11 %).
| 1793  | 1800  | 1806  | 1821  | 1831  | 1836 | 1841  | 1846  | 1851  |
| ----- | ----- | ----- | ----- | ----- | ---- | ----- | ----- | ----- |
| 1 062 | 1 058 | 1 026 | 1 040 | 1 055 | 952  | 1 052 | 1 085 | 1 032 |

| 1856  | 1861 | 1866 | 1872 | 1876 | 1881 | 1886 | 1891 | 1896 |
| ----- | ---- | ---- | ---- | ---- | ---- | ---- | ---- | ---- |
| 1 010 | 879  | 860  | 804  | 822  | 862  | 882  | 753  | 731  |

| 1901 | 1906 | 1911 | 1921 | 1926 | 1931 | 1936 | 1946 | 1954 |
| ---- | ---- | ---- | ---- | ---- | ---- | ---- | ---- | ---- |
| 715  | 641  | 620  | 524  | 484  | 503  | 423  | 347  | 311  |

| 1962 | 1968 | 1975 | 1982 | 1990 | 1999 | 2005 | 2006 | 2010 |
| ---- | ---- | ---- | ---- | ---- | ---- | ---- | ---- | ---- |
| 257  | 268  | 456  | 549  | 588  | 676  | 727  | 731  | 773  |

| 2015 | 2020 | 2022 | - | - | - | - | - | - |
| ---- | ---- | ---- | - | - | - | - | - | - |
| 792  | 756  | 754  | - | - | - | - | - | - |

### Jumelages
Pfiffelbach-Wersdorf (de) (Allemagne) depuis 2000, dans le land de Thuringe et l'arrondissement du Pays-de-Weimar.

### Sports

#### Aviron
Le club d'aviron RCVA (Rowing Club de la Vallée de l'Ain) a vu le jour le 16 juin 2014 sur le site de l'Île Chambod-Merpuis. Avec plus de 40 adhérents, il fait partie des clubs importants parmi les 9 clubs que compte le département de l'Ain. Les rameurs évoluent dans les gorges de la rivière d'Ain sur plus de 30 km entre le barrage d'Allement en aval et le viaduc de Cize-Bolozon en amont, en passant sous le pont de Serrières-sur-Ain.

## Économie
Village rural, activités agricoles d'élevage. Carrières de pierres et de granulats.

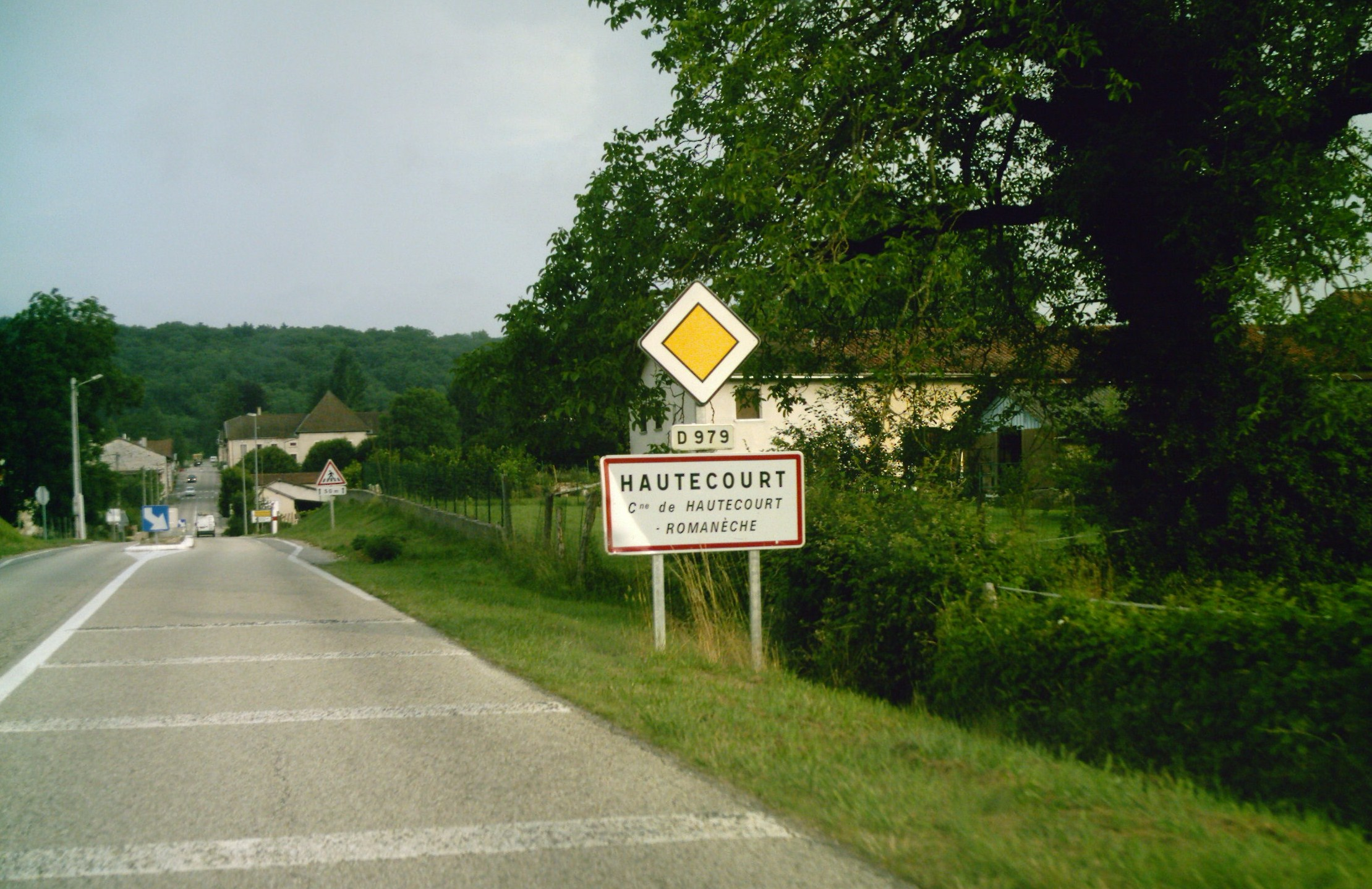
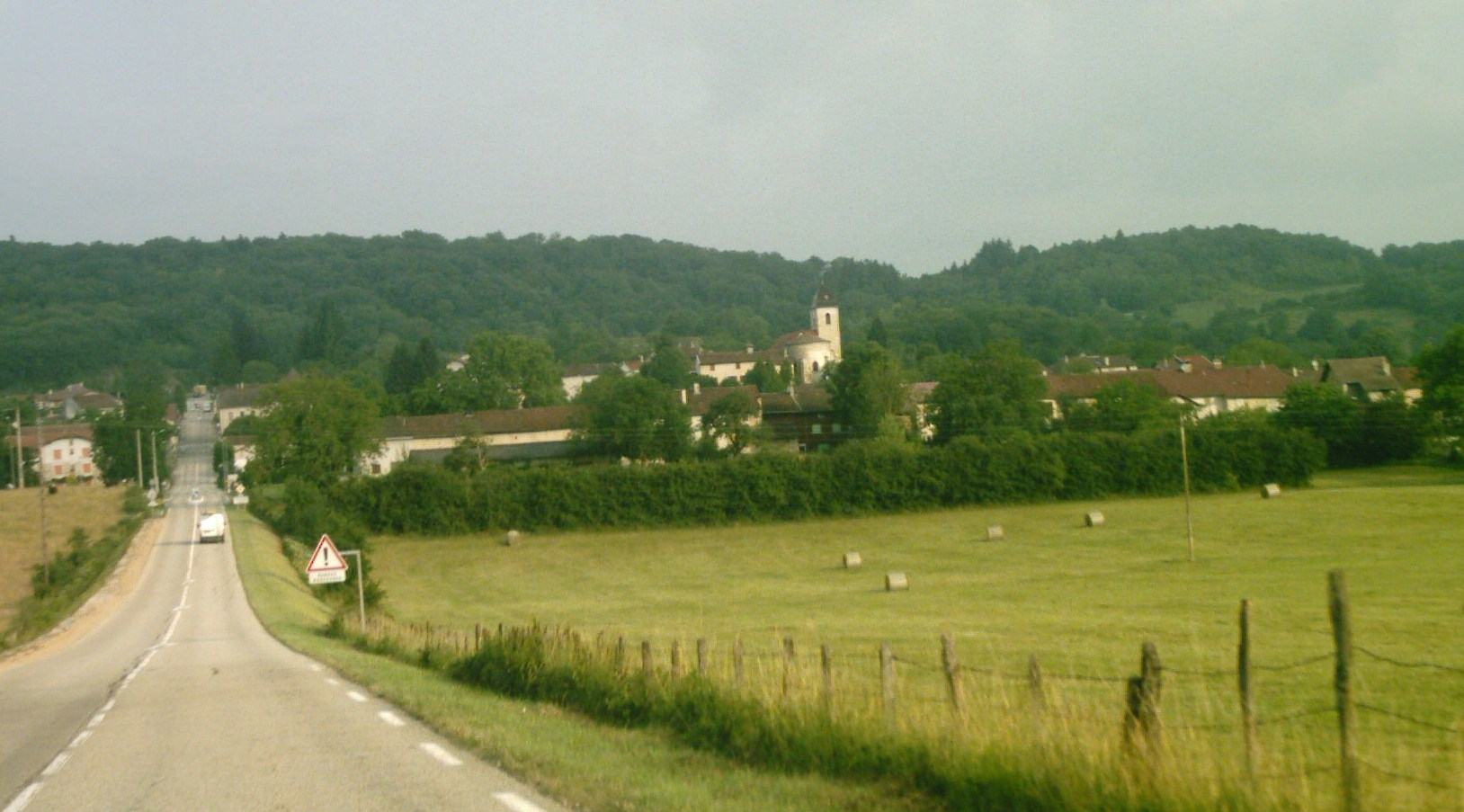

## Culture et patrimoine

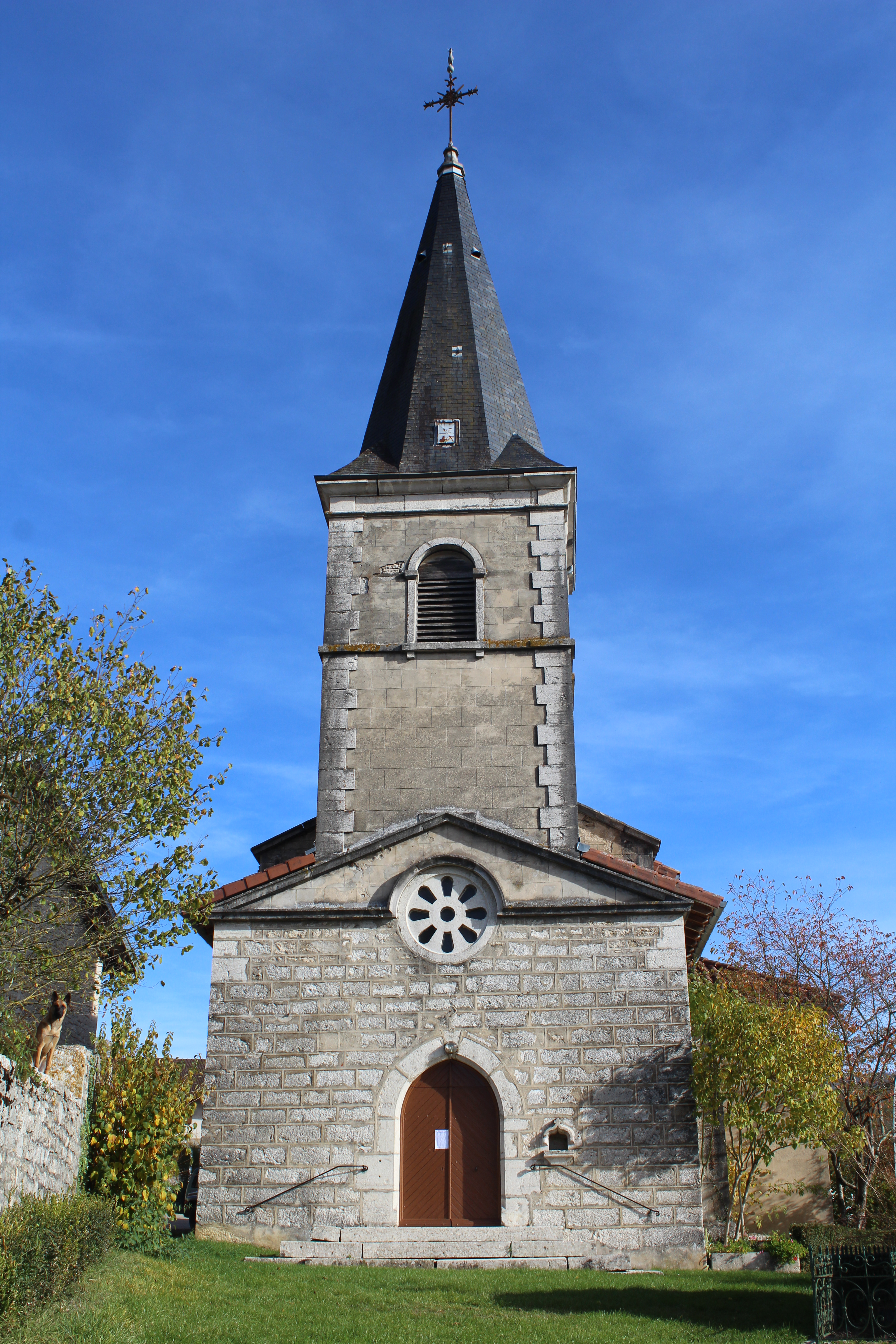
Église Saint-Paul de Romanèche.

### Lieux et monuments
- La grotte de Hautecourt avec sa réserve naturelle de dix hectares, classée Zones Naturelles d'Intérêt Écologique Faunistique et Floristique (ZNIEFF) de type I.
- Les anciennes sablières de Romanèche (ZNIEFF de type I).
- l'Île Chambod-Merpuis et le lac de retenue d'Allement.
- Le donjon de Buenc dont les seigneurs sont cités depuis 1145[23]. Il est inscrit au titre des monuments historiques depuis 1974.
- Église Saint-Laurent de Hautecourt.
- Église Saint-Paul de Romanèche.

### Personnalités liées à la commune
- Georges Salendre (Romanèche-la-Montagne 1890 - Lyon 1985), sculpteur.